# 杜虹針粉蝨
杜虹針粉蝨（学名：Acanthaleyrode callicarpae）为粉蝨科針粉蝨屬下的一个种。